# 아마미검은토끼
아마미검은토끼(학명: Pentalagus furnessi)는 토끼목 토끼과에 속하는 포유류의 일종이다. 아마미토끼 또는 류큐토끼로도 불린다. 아마미검은토끼속(Pentalagus)의 유일종이다. 일본의 규슈 남부와 오키나와 사이에 위치한 아마미오섬과 도쿠노섬에서만 발견되는 어두운 털 색깔이 원시적인 토끼이다. 흔히 살아있는 화석으로 불리는 아마미토끼는 한때 아시아 대륙에 살았지만 지금은 멸종한 고대 토끼의 원시적인 형태가 보존되어 있는 종이다.

## 진화
아마미검은토끼속은 중국과 동유럽에서 중부 유럽에 걸쳐 플라이오세 시대에 서식했던 플리오펜탈라구스(Pliopentalagus)의 후손으로 여겨진다.

## 어원
마커스 워드 라이언 주니어가 기술한 속명 펜탈라구스(Pentalagus)는 아마미토끼의 치아 양쪽에 각각 5개의 어금니가 있다는 특징을 나타내는데, 이는 당시 알려진 다른 현존 토끼 속들과 달리 위턱 세 번째 어금니가 없다는 점에서 차이가 있다. 종명 푸르네시(furnessi)는 아마미토끼를 최초로 발견한 윌리엄 헨리 퍼니스 3세를 기념한 것이다.

## 생물학적 특성

### 식성
아마미토끼는 29종 이상의 식물을 먹이로 하는데, 이는 17종의 관목류와 12종의 초본식물로 구성되며, 주로 새싹, 어린 가지와 도토리를 섭취한다. 또한 다양한 식물종의 견과와 부름켜도 먹는다. 아마미토끼가 관목식물의 줄기와 가지 껍질도 먹는 것이 관찰되었다. 여름철에는 주로 참억새를, 겨울철에는 주로 시이나무의 도토리를 먹는다. 아마미토끼는 기생 현화식물인 발라노포라 유와넨시스의 열매도 먹으며, 이 식물의 주요 종자 분산자 역할을 한다.

### 형태
아마미토끼는 발과 뒷다리가 짧고, 다소 둔중한 체형을 가지고 있으며, 굴을 파고 때로는 나무를 타는 데 사용하는 비교적 크고 휘어진 발톱을 가지고 있다. 다른 토끼나 산토끼에 비해 귀가 현저히 작다. 털은 두껍고 양모 같으며 어두운색인데, 등 쪽은 갈색이고 옆구리로 갈수록 붉은빛을 띠는 갈색이 된다. 앞발에는 거의 곧은 형태이고 뒷발에는 휘어진, 무겁고 길며 매우 강한 발톱을 가지고 있다. 눈도 일반적인 토끼나 산토끼에 비해 작다. 평균 체중은 2.5~2.8kg이다.

### 분포와 서식지
아마미토끼의 이상적인 서식지는 성숙림과 유령림 사이의 지역이다. 성숙림은 보호처로 사용하며, 여름에는 참억새를, 겨울에는 도토리를 구할 수 있는 곳이다. 또한 연중 다른 시기에는 유령림에 있는 높은 밀도의 다년생 풀과 초본성 지피식물을 먹이로 활용한다. 따라서, 이들에게 가장 좋은 서식지는 성숙림과 유령림 사이를 자유롭게 오갈 수 있는, 두 숲 유형 사이에 장애물이 없는 곳이다.
분변 조사와 주민 설문을 통해, 아마미섬에는 2000~4800마리, 도쿠노섬에는 120~300마리가 남아있는 것으로 추정된다.

### 습성
이 종은 야행성 산림 서식자로, 3월 말에서 5월 사이에 한 번, 9월에서 12월 사이에 한 번, 매번 한두 마리의 새끼를 낳으며 번식한다. 낮에는 어미가 새끼들이 숨을 수 있는 구멍을 땅에 판다. 밤에는 구멍의 입구를 열고, 포식자(독사 등)를 경계하며 새끼에게 젖을 먹인 후, 앞발로 두드려 흙과 식물 재료로 구멍을 막는다. 아마미토끼는 낮에는 동굴과 같은 은신처에서 잠을 잔다. 또한 울음소리가 우는토끼과의 것과 비슷하다는 특징이 있다.

## 멸종위기종

### 위협 요인
1921년 이전에는 사냥과 포획이 개체 수 감소의 또 다른 원인이었다. 1921년에 일본은 아마미토끼를 "천연기념물"로 지정하여 사냥을 금지했다.그리고 1963년에는 "특별천연기념물"로 지정을 변경하여 포획까지 금지했다.
상업적 벌목, 농업 공간, 주거지역을 위한 산림 벌채와 같은 서식지 파괴는 이 토끼들의 분포에 가장 치명적인 영향을 미치는 활동이다. 이들은 성숙림과 유령림이 모두 있는 서식지를 선호하기 때문에, 파괴되지 않은 성숙림에서만으로는 번성하지 못하며, 새로 자라나는 숲에서만으로도 번성하지 못한다. 골프장과 리조트 건설을 위해 이 토끼들의 현재 서식지를 제거하려는 계획이 있는데, 이는 토끼를 직접 죽이는 것이 아니라 단지 서식 환경을 변경하는 것이기 때문에 특별천연기념물 지정 보호 하에서도 합법적으로 허용된다.
아마미토끼는 또한 침입 포식자들로부터 큰 위협을 받고 있으며, 이는 개체 수 감소의 주요 원인이 되고 있다. 아마미섬에서는 현지 독사의 개체 수를 통제하기 위해 작은인도몽구스(Urva auropunctata)를 방사했는데, 이 동물의 수가 급격히 증가했다. 이 몽구스는 야생 고양이와 개들과 함께 아마미토끼를 과도하게 사냥하고 있다. 야생 고양이와 작은인도몽구스는 아마미토끼뿐만 아니라 아마미까마귀와 같은 이 지역의 다른 여러 멸종위기 고유종에게도 위협이 되는 것으로 밝혀졌다.

### 보전
2008년 7월, 자연보전을 위한 아마미 레인저들이 토끼 시체를 물고 가는 야생 고양이의 사진을 입수했는데(이미 고양이나 개의 배설물에서 토끼의 뼈와 털이 발견된 바 있다), 이는 반려동물 통제를 위한 더 나은 방법에 대한 논의를 촉발시켰다. 아마미섬의 일부 지역은 아마미군도국립공원으로 지정되어 개체군을 추가로 보호하고 있다. 서식지 복원을 위한 시도가 있었지만, 아마미토끼는 성숙림과 유령림이 근접해 있는 모자이크 형태의 환경이 필요하며, 성숙림과 멀리 떨어진 곳에 유령림이 다시 자라더라도 이 토끼가 그곳에 서식할 가능성은 낮다. 개체 수를 늘리지는 못하더라도 감소하지 않도록 하기 위한 연구와 개체군 모니터링도 진행 중이다.
아마미 남부에는 아직도 성숙림과 유령림의 건강한 균형이 존재하므로, 향후 보전 작업은 서식지 복원과 포식자 개체군 통제에 초점을 맞출 것을 제안하고 있다. 벌목을 제한하면 더 많은 숲을 남겨둠으로써 토끼들이 살 수 있는 숲을 더 많이 확보할 수 있을 뿐만 아니라, 주변 환경의 교란도 줄일 수 있다. 벌목과 이동을 위해 사용되는 숲길 건설을 중단하면 아마미토끼를 더욱 보호할 수 있을 것인데, 숲길이 개체군과 서식지 단편화를 야기하고, 최적의 서식지를 파괴하며, 토끼 개체군의 대다수가 서식하는 숲 중심부에 포식자들이 더 쉽게 접근할 수 있게 만들기 때문이다. 몽구스, 야생 개, 야생 고양이의 개체 수를 통제하는 것도 토끼 개체군을 늘리는 데 도움이 될 수 있는 또 다른 접근법이다. 몽구스와 야생 고양이, 개들을 퇴치하고, 섬 주민들이 반려동물을 더 잘 통제하도록 하는 것이 필요하다.
국제자연보전연맹의 토끼목전문가그룹은 1990년에 보전 계획을 제안했다. 아마미오섬에는 1999년에 환경성의 아마미야생동물보전센터가 설립되었다. 2004년에는 아마미토끼를 일본의 멸종위기종으로 지정했으며, 2005년에는 몽구스 퇴치 프로그램을 재개했다.